# Seoane (Ginzo de Limia)
Seoane (llamada oficialmente San Xoán de Seoane de Oleiros) es una parroquia y un lugar del municipio español de Ginzo de Limia, en la provincia de Orense, Galicia.

## Toponimia
La parroquia también es conocida por los nombres de San Juan de Seoane y San Xoán de Seoane.

## Historia
Hasta la década de 1920, la parroquia perteneció al municipio de Moreiras, que se incorporó al de Ginzo de Limia.

## Organización territorial
La parroquia está formada por una entidad de población:
- Seoane de Oleiros

## Demografía
Gráfica demográfica del lugar de Seoane de Oleiros y de la parroquia de Seoane según el INE español:
| Gráfica de evolución demográfica de Seoane entre 2000 y 2022 |
|                                                              |
| Datos según el nomenclátor publicado por el INE.             |